# Dirty Dancing (Fernsehserie)
Dirty Dancing ist eine US-amerikanische Fernsehserie, die von Vestron Television zwischen 1988 und 1989 produziert wurde. Sie ist eine Adaption auf den Musikfilm Dirty Dancing von 1987.

## Inhalt
Die 17-jährige Frances Kellerman, die von ihren Freunden „Baby“ genannt wird, ist die Tochter von Max Kellerman, dem Inhaber der Sommerferienanlage Kellerman’s. Dort verdient sie sich, zusammen mit dem Tanzlehrer Johnny Castle, ihr Geld. Frances verliebt sich in Johnny, als er ihr Tanzstunden im Dirty Dancing gibt.

## Soundtrack
Im Vorspann wird eine Kurzfassung des Titels (I’ve had) the time of my life von Bill Medley und Jennifer Warnes verwendet. Größtenteils finden sich in der Serie, wie auch im Kinofilm, Musikstücke aus den 1960er Jahren wieder.

## Ausstrahlung
Die Erstausstrahlung erfolgte in den USA vom 29. Oktober 1988 bis zum 14. Januar 1989. Zum ersten Mal im deutschen Fernsehen war die Serie im zweiten Programm des DDR-Fernsehens ab dem 1. September bis zum Dezember 1989 innerhalb des Jugendmagazins Elf 99 zu sehen. In der Bundesrepublik wurde sie von RTLplus vom 23. Dezember 1989 bis 17. Februar 1990 erstmals gezeigt. Wiederholungen erfolgten im ARD-Regionalprogramm des DFF von Dezember 1990 bis März 1991, beim ORB im Jahre 1992 und beim MDR im Jahre 1994.
Daneben erschien die Serie in Großbritannien bei Vestron Video International im Jahre 1990 auf Videokassette.

## Episoden
| Nr. | Folgentitel (Deutsch)       | Folgentitel (Original)     | Erstausstrahlung Deutschland | Erstausstrahlung USA |
| --- | --------------------------- | -------------------------- | ---------------------------- | -------------------- |
| 1   | Pilotfolge (1)              | Baby, It’s You (1)         | 1. September 1989            | 29. Oktober 1988     |
| 2   | Pilotfolge (2)              | Baby, It’s You (2)         | nicht bekannt                | 29. Oktober 1988     |
| 3   | Gefährliche Gefühle         | Poetry in motion           | nicht bekannt                | 10. Dezember 1988    |
| 4   | Tanz der Erinnerungen       | Save the last dance for me | nicht bekannt                | 12. November 1988    |
| 5   | Eine schwere Entscheidung   | Don’t make me over         | nicht bekannt                | nicht bekannt        |
| 6   | Hallo Fremde!               | Hello stranger             | nicht bekannt                | nicht bekannt        |
| 7   | Männerträume                | Walk like a man            | nicht bekannt                | 19. November 1988    |
| 8   | Knatsch und süße Küsse      | Breaking up is hard to do  | nicht bekannt                | 3. Dezember 1989     |
| 9   | Heiße Zeiten                | Heat wave                  | nicht bekannt                | 5. November 1988     |
| 10  | Mitten im Sommer pleite     | Turn me loose              | nicht bekannt                | 31. Dezember 1989    |
| 11  | Die Stunde der Entscheidung | Hit the road               | nicht bekannt                | 14. Januar 1989      |
| 12  | Zerschlagenes Glück         | Our day will come          | nicht bekannt                | 7. Januar 1989       |
| 13  | Die große Liebe             | Book of love               | nicht bekannt                | 17. Dezember 1989    |